# Dimitri Psonis
Dimitri Psonis (nacido el 20 de febrero de 1961 en Atenas, Grecia) músico percusionista especializado en el estudio de instrumentos antiguos y de procedencia mediterránea.

## Inicios
A los 11 años comienza su carrera con la guitarra clásica como primer instrumento, aunque pronto se interesa por el rebético, música popular tocada con el buzuki. A los 18 estudia santur con el gran maestro de este instrumento Tasos Diakoyorgis y al tiempo que se forma en  composición con el director de orquesta y compositor Yannis Ioanidis. A los 20 años forma parte del grupo “Opistodromiki Compañia” cuya cantante era Elefteria Arvanitaki, tocando buzuki, santuri, marimba y el contrabajo. 

## Estudios profesionales
Posteriormente se traslada a Madrid donde obtiene, con las máximas  calificaciones, el título Superior de Percusión por el Conservatorio Superior de Música de Madrid. Amplia sus estudios en percusión con profesores del conservatorio de Ámsterdam, en marimba con Robert Van Sice, en vibráfono con Gary Burton,  en música contemporánea con Yannis Xenakis y pedagogía con Mari Tominaga. Colabora habitualmente con la Orquesta Sinfónica de Madrid- Titular del Teatro Real, orquesta de la comunidad de Madrid, el coro de R.T.V.E., el grupo de música contemporánea Círculo, el grupo de percusión del conservatorio de Madrid y funda el cuarteto “Krusta”, el trío de marimbas “Acroma”, y el sexteto de percusión “P’ An-Ku”.

## Actualidad
Conocido como uno de los mejores santuristas del mundo en la actualidad, es colaborador habitual de Jordi Savall y Hespèrion XXI, así como de formaciones de música antigua como la Orquesta Barroca de Limoges, Mudéjar, Camerana Iberia, etc. Durante 8 años fue miembro de los grupos de Javier Paxariño,  de Eliseo Parra. Acompaña desde 1993 a María del Mar Bonet y desde 2001 a Arianna Savall. Participa en la grabación de bandas sonoras de numerosas películas y colabora habitualmente con compañías de teatro como “Dagoll Dagom”, “Centro Dramático Nacional” y  “Compañía Nacional de Teatro Clásico” bajo la dirección de Adolfo Marsillach. En 1997 funda su propio grupo “Metamorphosis” grabando el CD que, bajo el mismo título,  obtiene 5 estrellas y premio Golberg. Metamorphosis, es un grupo abierto donde participan desde 4 hasta 15 músicos entre los cuales destacan Ross Daly y Pedro Estevan. Desde  su formación Metamorphosis ha ofrecido conciertos en los principales festivales y auditorios tanto de España como de Francia, Holanda o Grecia.
El 26 de febrero de 2011 fue invitado de honor en el concierto La Magia de las Danzas que formaba parte del ciclo de conciertos conmemorativos por el décimo aniversario de la orquesta Ensemble XXI en la localidad aragonesa de Monzón, Huesca.